# Braunshorn
Das Dorf Braunshorn liegt inmitten der Mittelgebirgslandschaft des Hunsrück in der Verbandsgemeinde Kastellaun im Rhein-Hunsrück-Kreis, Rheinland-Pfalz.

## Geschichte
Die Orte Braunshorn und Dudenroth gehörten im Mittelalter zum Herrschaftsgebiet der Freiherren von Braunshorn. In beiden Orten befinden sich Reste von mittelalterlichen Burgen, sogenannte Motten. Vermutlich ist die Motte in Braunshorn der Stammsitz des Adelsgeschlechtes, das 1098 erstmals genannt wird. 1268 verlegte die Familie ihren Stammsitz nach Beilstein. 1273 wurde die Burg Braunshorn an die Pfalzgrafen verkauft. Nach dem Aussterben der Braunshorner fiel der Besitz mit den beiden Orten an die Herren von Winneburg, 1652 an Metternich.
Mit der Annexion des Linken Rheinufers (1794) durch französische Revolutionstruppen wurde der Ort französisch. Von 1798 bis 1814 gehörte Braunshorn zum Kanton Kastellaun im Rhein-Mosel-Departement und von 1800 an zur Mairie Gödenroth. Aufgrund der auf dem Wiener Kongress (1815) getroffenen Vereinbarungen wurde die Region dem Königreich Preußen zugeordnet. Unter der preußischen Verwaltung kam Braunshorn zusammen mit Dudenroth 1816 zur Bürgermeisterei Pfalzfeld im Kreis Sankt Goar und zum Regierungsbezirk Koblenz in der Provinz Großherzogtum Niederrhein (ab 1822 Rheinprovinz). Nach dem Ersten Weltkrieg zeitweise französisch besetzt, ist der Ort seit 1946 Teil des damals neu gebildeten Landes Rheinland-Pfalz. Seit 1970 gehört die Ortsgemeinde Braunshorn der Verbandsgemeinde Kastellaun an.
Im Rahmen der Mitte der 1960er Jahre begonnenen rheinland-pfälzischen Gebiets- und Verwaltungsreform wurde die heutige Gemeinde am 17. März 1974 aus den bis dahin eigenständigen Gemeinden Braunshorn (damals 205 Einwohner), Dudenroth (101) und Ebschied (177) neu gebildet.
Bevölkerungsentwicklung
Die Entwicklung der Einwohnerzahl von Braunshorn bezogen auf das heutige Gemeindegebiet; die Werte von 1871 bis 1987 beruhen auf Volkszählungen:
| Jahr | Einwohner |
| 1815 | 429       |
| 1835 | 568       |
| 1871 | 533       |
| 1905 | 567       |
| 1939 | 506       |
| 1950 | 569       |

| Jahr | Einwohner |
| 1961 | 527       |
| 1970 | 495       |
| 1987 | 520       |
| 1997 | 598       |
| 2005 | 590       |
| 2023 | 675       |

## Politik

### Gemeindegliederung
Der Ortsbezirk Braunshorn ist der Namensgeber der Ortsgemeinde Braunshorn. Zur Ortsgemeinde gehören die Ortsbezirke Braunshorn mit 239 Einwohnern (Stand: 31. Dezember 2010), Dudenroth und Ebschied.

### Ortsbürgermeister
Ortsbürgermeister ist Markus Becker. Bei der Kommunalwahl am 26. Mai 2019 wurde er mit einem Stimmenanteil von 85,79 % in seinem Amt bestätigt. Bei der Kommunalwahl am 9. Juni 2024 wurde er ohne Gegenkandidaten mit 90,3 % der Stimmen erneut wiedergewählt. Markus Becker ist in Personalunion auch Ortsvorsteher des Ortsbezirk Ebschied.

### Ortsvorsteher
Ingo Scholz ist Ortsvorsteher von Braunshorn.
Sein Vorgänger war Klaus Dietrich.